# Ясельда
Я́сельда (Ясольда; устар. Я́цольда, А́сальда; бел. Я́сельда, Я́сольда) — река в Беларуси, левый приток Припяти, протекает по территории Пружанского, Берёзовского, Дрогичинского, Ивановского и Пинского районов Брестской области.

## Название
По мнению Казимира Мошинского, название Ясельда происходит от славянского корня *(j)ěs- со значением «жечь, пылать», «ясный, чистый». Тадеуш Лер-Сплавинский связывал название со славянским словом ясли «жёлоб для кормления скота», а также «долина, ложбина». Юзеф Сташевский считал, что название Ясельда имеет общую основу с названиями (первоначально речными) Ясло, Яслиска на юге Польши. По мнению лингвиста и филолога Владимира Топорова, название Ясельды имеет балтское, ятвяжское происхождение и вместе с другими гидронимами, оканчивающимися на -da (Голда, Гривда, Невда, Сегда, Соколда), относится к региону неманско-бугско-днепровского водораздела. Он выводил элемент -da из балтского *uda «вода». При этом он отмечал, что в литовских, латышских и прусских диалектах этот формант неизвестен в гидронимии, а сам апеллятив со значением «вода» имеет иную форму. Ещё ранее, в 1923 году, такое направление истолкования этих региональных гидронимов предложил литовский языковед Казимир Буга. Советский историк Вячеслав Носевич отмечает, что формант -да в названии Ясельда имеет соответствия и в балтских, и в финских языках. В Энциклопедии истории Белоруссии, изданной в 1994 году, приводится, что название Ясельда происходит от древнеиндоевропейского слова альда «река». Согласно ещё одной трактовке, название Ясельда в переводе с санскрита означает «река богов».

## Геологическое строение
В пределах территории ясельдинского бассейна выделяются следующие тектонические структуры: северо-восточная часть Подлясско-Брестской впадины, Ивацевичский погребенный выступ Белорусской антеклизы и Полесская седловина. Глубина залегания пород кристаллического фундамента в разных частях бассейна различная. Так, в северо-восточной части Подлясско-Брестской впадины она составляет от –200 до –500 м, в пределах Ивацевичского погребенного выступа — от –80 до 198 м, на Полесской седловине — от –200 до 300 м. Тектоническая неоднородность территории обусловила и различия в геологическом строении пород осадочного чехла. Суммарная мощность пород осадочного чехла варьирует в широких пределах. В северо-восточной части Подлясско-Брестской впадины она составляет от 200 до 500 м, в пределах Ивацевичского погребенного выступа от 150 до 300 м, на Полесской седловине — от –400 до 600 м. Верхняя часть осадочного чехла простроена породами меловой, палеогеновой, неогеновой и четвертичной систем. В северо-западной части бассейна в днищах ледниковых ложбин в основании четвертичных отложений залегают породы юрского периода.
Породы меловой системы подстилают четвертичные отложения на незначительной площади в верхней и нижней части бассейна. Значительные площади в средней части бассейна занимают меловые породы, представленные мергелями и мелами с включениями стяжений кремня. Палеогеновые отложения подстилают четвертичную толщу практически повсеместно. Они сформировались в морских условиях и состоят из разнозернистых кварцево-глауконитовых и кварцевых песков, реже представлены алевритами, мергелями, глинами и песчаниками. Отложения неогенового возраста, представленные кварцевыми песками, алевритами и глинами, накапливались в континентальных условиях. Они подстилают четвертичные отложения в верхней части бассейна. В строении четвертичных отложений выделяют толщу тонких слоистых супесей, глин, алевритов, тонко- и мелкозернистых песков, занимающих промежуточное положение между типично неогеновыми породами и мореной древнейшего плейстоценового оледенения.

## Полезные ископаемые
Геологическое строение территории бассейна Ясельды и история её развития являются главными факторами, которые обусловливают образование и размещение месторождений полезных ископаемых. Сложная история геологического развития данной территории отразилась на формировании определённых геологических структур и связанных с ними полезных ископаемых в кристаллическом фундаменте и осадочном чехле. В хозяйственное использование вовлечены пески и песчано-гравийные отложения, отторженцевые месторождения мела, глинистое сырьё, топливные ресурсы.

### Пески, песчано-гравийные отложения, отторженцевые месторождения мела и глинистое сырьё
На территории речного бассейна Ясельды распространены пески водно-ледникового, озёрно-аллювиального и эолового генезиса. В минеральном составе песков преобладают кварц (75,0–95,0 %) и полевые шпаты (4,0–20,0 %). На участках распространения моренных и конечно-моренных отложений пески часто содержат значительную примесь гравия и гальки, а в некоторых случаях и глины. Мощность залежей песков на месторождениях составляет 1,5–18,5 м. Окрестности Берёзовского района являются крупнейшим месторождением строительного песка. Балансовые запасы по промышленным категориям составляют 22 052 тыс. тонн. Крупные запасы этого полезного ископаемого находятся в месторождениях Юзефин и Берёзовичи Берёзовского района. Россыпи валунного камня широко распространены в пределах территории речного бассейна и залегают на поверхности подстилающих пород или локализованы на глубине от 1,0 до 3,5 м. В промышленных масштабах разработка валунного камня не производится. Строительный камень залегает на глубине 12–55 м. Сырьё практически непригодно для промышленного использования.
Отторженцы мела локализованы среди супесчаных, песчаных и суглинистых, реже гравийно-песчаных толщ основной морены и конечно-моренных образований сожского возраста. Отторженцевые залежи вытянуты в субширотном направлении от населённых пунктов Павловичи–Малеч–Кабаки и далее в меридиональном направлении простираются к населённым пунктам Песчанка–Нарутовичи–Кривоблоты. Мощность вскрышных пород колеблется от 1,2 до 10,0 м, мощность полезного ископаемого — от 1,5 до 20,0 м. Продуктивная толща содержит разноразмерные включения кремниевых стяжений и конкреций марказита. Балансовые запасы мела по промышленной категории составляют 3877 тыс. тонн. Его промышленная разработка не производится. Глины месторождений речного бассейна содержат кварц, окислы и гидроокислы железа, кальцит, пирит, а также различные растительные включения. Крупнейшими месторождениями глинистого сырья в регионе являются Залуги, Веселица, Фурманы и Кротово. Мощность вскрышных пород на этих месторождениях составляет от 1,6 до 5,8 м, мощность продуктивной толщи — от 3,5 до 8,5 м; балансовые промышленные запасы — от 200 м³ до 350 тыс. м³. Используются данные глины для производства дренажных и канализационных труб, вяжущих материалов, керамзита.

### Топливные ресурсы
Топливные ресурсы представлены бурым углём и торфом. Запасы бурого угля имеют верхненеогеновый возраст и расположены в зоне бассейна Ясельды и за её пределами. Бурый уголь относится к пойменному, аллювиально-карстовому типу и связан с формированием древней речной сети и процессами карстообразования. Мощность выявленных слоёв — 15–40 м. Угли бассейна практически не имеют промышленного значения и относятся к балансовым.

#### Месторождения торфа и торфовивианита

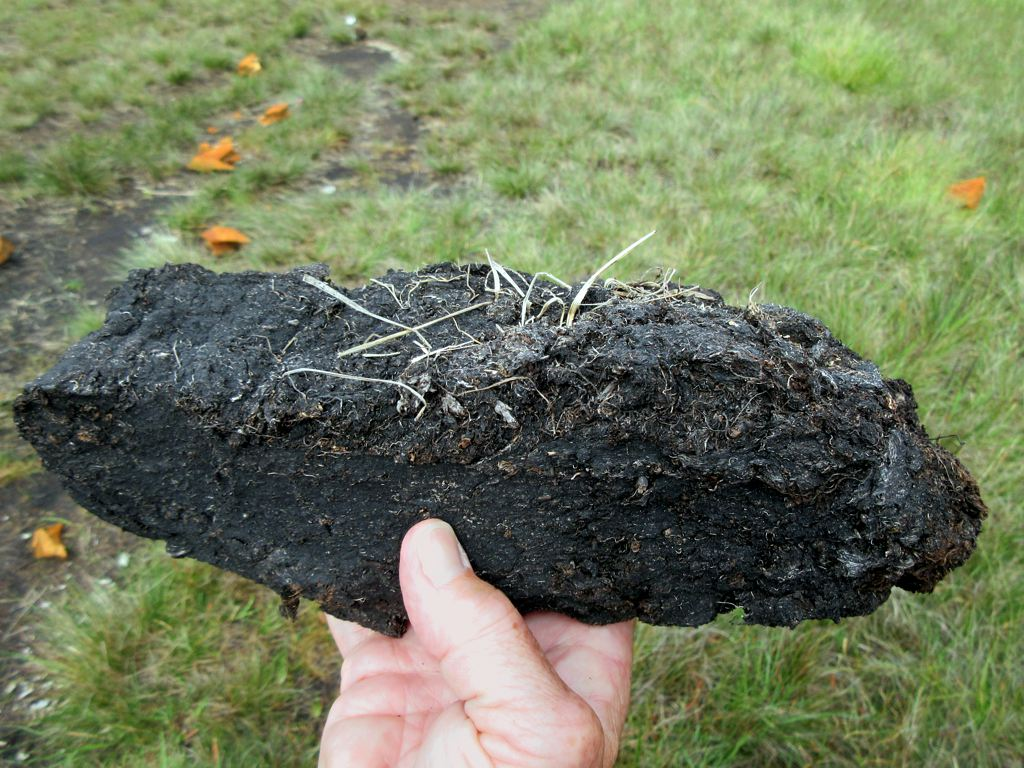
Внешний вид торфяной массы.

Торфяные месторождения бассейна Ясельды входят в область крупных низинных болот Полесья, первые сведения о которых были получены в довоенное время польскими исследователями. Всего на водосборе Ясельды имеется 92 торфяных месторождения общей площадью 1500 км². Территория отличается высокой заболоченностью. Если для Полесья в целом заболоченность территории составляет 18,0 %, то бассейн Ясельды в среднем заболочен более чем на 25,0 %. Особенно высока заболоченность в пределах Ивацевичского (37,3 %), Пинского (31,1 %) и Ивановского (30,5 %) районов. Торфяные месторождения исследованной территории отличаются незначительной мощностью торфа, которая в среднем составляет 1,15 м, в то время как для Брестской области в целом она равна 1,40 м. Наиболее мелкозалежные торфяные месторождения размещаются в Ивановском, Пинском и Дрогичинском районах. Первоначальные запасы торфа в бассейне Ясельды составляли около 262 млн м³. Наибольшие объёмы торфа были сосредоточены на территории распространения крупных торфяных месторождений в Ивацевичском, Берёзовском и Пинском районах. В послевоенное время в бассейне Ясельды проводилось интенсивное мелиоративное осушения мелкозалежных торфяных болот. В результате разработки торфяных залежей добыча торфа на территории водосбора Ясельды за всё время составила более 21,0 млн тонн. Наиболее интенсивно торф добывался в Ивацевичском (10,2 млн тонн) и Берёзовском (5,4 млн тонн) районах. Потери торфа в результате осушения болот составили более 86,0 млн тонн. Оставшиеся запасы торфа на территории водосбора Ясельды в количестве 153,5 млн тонн распределены следующим образом: разрабатываемый фонд — 29,4; фонд, подлежащий особой и/или специальной охране, — 39,0; земельный фонд — 85,1. Таким образом, самый большой объём торфяных ресурсов (более 55,0 %) направлен на воспроизводство почвенного плодородия.

## Описание

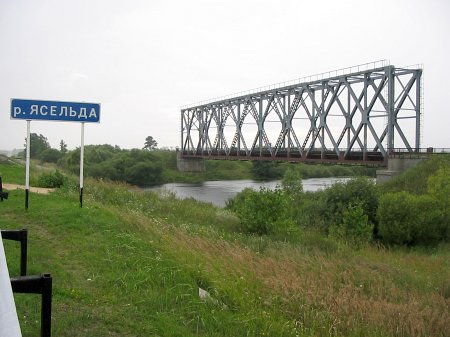
Железнодорожный мост через реку

Длина реки — 250 км, площадь водосборного бассейна — 7790 км². Среднегодовой расход воды в районе устья — 35,8 м³/с. Средний уклон водной поверхности — 0,15 м/км. Высота истока над уровнем моря — 168,6 м.
На Ясельде расположены город Берёза, агрогородок Мотоль. В пойме реки находится водохранилище Селец.
Русло реки канализировано на протяжении 39 км от истока, а также 15 км на территории Берёзовского района. На неканализированных участках русло очень извилистое, имеет ширину 10-40 м, максимальная ширина — 80 м. Ледостав с начала декабря по конец марта. Река имеет невыраженную долину шириной 2-4 км, максимальная ширина — 6-8 км. Пойма реки двухсторонняя, в среднем течении имеет ширину 0,8-1,2 км, в нижнем — 1,5-6 км.

## Гидрография
Берёт исток из болота Дикое на высоте 168,8 м над уровнем моря в 4 км к северу от деревни Клепачи восточнее Беловежской пущи. В верховье течёт по Прибугской равнине, далее по Припятскому Полесью, в пределах которого протекает через озёра Споровское и Мотольское. Впадает в Припять близ деревни Качановичи на высоте 132 м над уровнем моря.

## Притоки
- Правые: Меречанка, канал Винец;
- Левые: Хотова, Темра, Жегулянка, Огинский канал (соединяет Ясельду со Щарой).[21]